# John Graudenz
Johannes « John » Graudenz, né en 1884 à Danzig et mort le 22 décembre 1942 à la prison de Plötzensee, est un journaliste, photographe de presse allemand et un résistant allemand au nazisme.

## Biographie
John Graudenz est issu d'une famille nombreuse de Danzig. À l'âge de 17 ans, après s'être disputé avec son père, il part pour l'Angleterre. À son retour en Allemagne, il apprend d'autres langues, puis en 1915-16, il travaille comme journaliste et prend la direction du bureau berlinois de United Press. En 1921, il est l'un des cofondateurs du Parti communiste ouvrier d'Allemagne. En 1922, il rejoint le bureau moscovite de United Press et en reste le correspondant jusqu'en 1924. Il est d'ailleurs le premier à informer les Américains de la mort de Lénine. En 1924, il organise un voyage en bateau à vapeur sur la Volga au cours duquel il voyage avec d'autres journalistes à travers l'Union soviétique où règnent la faim et la misère. Les autorités n'appréciant pas son témoignage sur l'état désastreux du pays, il est expulsé.
En 1925, il épouse Antonie « Toni » Wasmuth († 1985), la fille de l'éditeur d'art Ernst Wasmuth. En 1928, avec Franz Jung, il fonde l'agence photo berlinoise Dephot. De 1928 à 1932, il travaille pour le New York Times. À partir de 1932, il représente des sociétés d'ingénierie allemandes en Irlande. Il revient à Berlin avec sa famille en 1934-35. Sans travail, il déménage chez l'une de ses tantes à Giessen. La même année, il est représentant commercial dans l'industrie aéronautique pour la société Grau-Bremsen, ce qui lui permet de retourner à Berlin avec sa famille et d'acheter une maison à Stahnsdorf.
Après 1933, il entre en contact avec divers groupes de résistants. Il garde le contact avec Franz Jung et les Rote Kämpfer. Il aide la fille du médecin Otto Gross à émigrer. Grâce à Jung, il rencontre Harro et Libertas Schulze-Boysen au printemps 1939.
Graudenz participe aux activités de résistance de l'Orchestre rouge de Berlin ; il se procure une machine à dupliquer et imprime diverses brochures du groupe. Il participe à la brochure AGIS et aide Harro Schulze-Boysen à obtenir des informations sur les dernières technologies aéronautiques.
Dans un entretien publié par le cinéaste Stefan Roloff, sa fille Karin Reetz raconte comment son père et Hans Coppi ont tenté d'installer une radio bidirectionnelle dans le grenier de leur maison. Cependant, le contact n'a pu être établi à cause des grands arbres environnants.
John Graudenz est arrêté le 12 septembre 1942 et condamné à mort le 19 décembre 1942 par le Reichskriegsgericht. Bien que le jugement ne soit pas exécutoire selon des lois nazies, il est, sur ordre d'Adolf Hitler, exécuté par pendaison le 22 décembre 1942 à la prison de Berlin-Ploetzensee. Avant même le début des audiences devant la cour martiale du Reich, « le haut commandement de la Wehrmacht a ordonné la pendaison, contrairement à toutes les traditions et réglementations de la juridiction militaire et civile prussienne-allemande en matière d'exécution […] ».

## Famille
Graudenz s'est marié trois fois et a eu une fille illégitime. Sa troisième épouse Toni et ses deux filles Silva et Karin ont été arrêtées le même jour que lui. Les filles ont été libérées après environ deux semaines, son épouse un peu plus tard. Le 12 novembre 1942, sa famille le rencontre pour la dernière fois à l'occasion de son 58e anniversaire ; ses filles et sa femme sont autorisées à le voir au siège de la Gestapo de la Prinz-Albrecht-Strasse. Les nazis espèrent ainsi obtenir des renseignements en écoutant leurs échanges, mais Graudenz et sa famille communiquent à peine, de peur d'être espionnés.
La deuxième Sénat de la Cour martiale du Reich condamne sa femme Toni Graudenz le 12 février 1943 à trois ans de prison « pour avoir écouté des radios ennemies et ne pas les avoir signalées ».